# Giacinto Achilli
Giovanni Giacinto Achilli (Celleno, 1802 – 1860) è stato un teologo e patriota italiano.
Ordinato sacerdote della Chiesa cattolica, diventa in seguito fervente ma controverso sostenitore del Protestantesimo. Si mette particolarmente in rilievo per le sue attività in Inghilterra e per aver vinto una causa in tribunale per calunnia contro il cardinale John Henry Newman.

## Biografia
Giacinto Achilli nasce e viene battezzato il 24 giugno 1802 a Celleno presso Viterbo, che allora faceva parte degli Stati Pontifici. Entra nell'ordine dei Domenicani nel 1819, si laurea in filosofia nel 1821 ed è ordinato sacerdote del 1825. Subisce un'azione disciplinare da parte delle autorità ecclesiastiche per presunti abusi sessuali.
Ulteriori atti di indisciplina costringono il Tribunale ecclesiastico a sospendere permanentemente Achilli dalla cura d'anime, imponendogli una penitenza di tre anni nel remoto monastero di San Nazzaro. Di lì però fugge, riparando a Corfù, allora protettorato britannico, e vi chiede asilo politico asserendo di essere un cavaliere fuggito dalla fortezza di Ancona. Le autorità dell'isola sembrano disposte a concedere, però, la sua estradizione richiesta dal console dello Stato pontificio. Scoprono, però, come Achilli dichiari di essere un perseguitato per motivi di fede, essendosi convertito al Protestantesimo. Di fatto, questi era stato ingaggiato in una fervente propaganda anti-cattolica, sotto l'influenza di Isaac Lowndes il segretario presbiteriano scozzese della Società Biblica. Tutto questo sembra però che non impedisca ad Achilli di avere ulteriori disavventure Si allea poi con i patrioti italiani risorgimentali che però, più tardi, lo denunciano per essersi disonestamente profittato di loro.

### Risorgimento
A seguito dei moti rivoluzionari italiani del 1848, a Roma nasce la Repubblica. Achilli la raggiunge nei primi mesi del 1849 e continua la sua propaganda anti-cattolica e repubblicana. Il 24 giugno 1849 sposa Josephine Hely, figlia più giovane del capitano James Hely del quale era diventato amico quando si trovava in Inghilterra.
La Repubblica romana cade nel giugno 1849 quando i francesi occupano la città e ristabiliscono come capo dello Stato il Papa Pio IX. Sebbene il presidente francese Luigi Napoleone chieda al Papa di concedere un'amnistia, Achilli viene arrestato dal Cardinale vicario e fatto imprigionare dal tribunale ecclesiastico in Castel Sant'Angelo, reo di aver predicato contro la religione cattolica ed aver preso parte ai moti rivoluzionari. Lì il teologo e storico tedesco Augustin Theiner cerca di riconvertirlo al Cattolicesimo, senza però alcun successo. Lewis Tonna ed altri evangelici londinesi fanno pressione sul governo francese affinché Achilli sia liberato e, nell'ottobre del 1849 hanno successo.

### L'Inghilterra e la controversia
I sostenitori evangelici di Achilli lo riportano in Inghilterra e lo stabiliscono come pastore della chiesa evangelica di lingua italiana sotto l'egida dell'Alleanza Evangelica. Una serie di pamphlet antagonisti che alternativamente attaccano e difendono la sua figura, vengono pubblicati da Eardley e da esponenti prominenti del Cattolicesimo inglese, fra cui il cardinale Nicholas Wiseman.  Il cardinale John Henry Newman è disposto a reiterare le accuse di Wiseman sull'immoralità sessuale di Achilli affermando che quest'ultimo avesse mentito sulle reali cause della sua espulsione dalla chiesa cattolica e ne parla in una conferenza pubblica il 28 luglio 1850, dopo un consulto legale, temendo un'accusa di calunnia. Gli avvocati lo rassicurano esprimendo l'opinione che una tale reazione fosse possibile ma non probabile. Nell'agosto seguente l'Alleanza Evangelica rende noto che intende appoggiare Achilli nel denunciare Newman per calunnia.
Achilli offre un compromesso, ma Newman afferma di non poter ammettere da parte sua alcuna colpa. Una tale ammissione avrebbe macchiato Wiseman e l'intera Chiesa cattolica del Regno Unito, oltre che sé stesso. Newman chiede a Wiseman di rendere disponibile tutta la documentazione necessaria a sostenere il caso, ma il Wiseman non riesce a produrre alcunché. Achilli giura che le accuse che gli vengono fatte non abbiano alcun fondamento. Questo lo autorizza a portare avanti contro Newman l'accusa di calunnia, piuttosto che una semplice causa civile per danni. Newman rischia così il massimo della pena, una multa illimitata o persino un anno di carcere.
Il processo inizia il 21 giugno e dura cinque giorni. Newman è sostenuto dagli avvocati più famosi del tempo, ma, secondo la legge, deve giustificarsi e fornire prove circostanziate di quanto afferma. Manda così una delegazione all'estero per raccogliere prove, ed essa ritorna dall'Italia e da Malta con alcune fra le presunte vittime dell'Achilli disponibili a testimoniare. Il giudice, il barone John Campbell protestante, rifiuta però l'accettabilità di tali testimonianze e condivide l'opinione anti-cattolica prevalente nella giuria. Tuttavia, per ironia della sorte, egli diventa il primo giudice ad ammettere come prova in un tribunale inglese un documento dell'Inquisizione.
Newman viene condannato per calunnia il 25 giugno 1852 per non essere riuscito a fornire prove per 22 delle 23 accuse rivolte all'Achilli. Il 31 gennaio 1853 egli viene condannato a pagare un'ammenda di 100 sterline (corrispondenti a 8800 sterline attuali). Le sue spese legali ammontano a 12.000 sterline (un milione di sterline attuali) pagate con una sottoscrizione pubblica raccolta fra i cattolici.

### Ultime notizie di Achilli
L'esito del processo diventa una vittoria di Pirro per Achilli, la cui reputazione dubbia è diventata pubblica. Si trasferisce negli Stati Uniti d'America seguendo la piccola Chiesa degli Swedenborghiani e lavora per una Società biblica americana alla traduzione del Nuovo Testamento in italiano che, valutata positivamente dagli esperti, viene pubblicata a New York nel 1854.
Rimanda sua moglie in Italia e, nel 1859 si ritrova in tribunale accusato di avere avuto rapporti sessuali adulterini con certa Miss Mary Bogue. Secondo il New York Times del 22 dicembre 1859, il fatto avvenne presso una casa di cure termali, dove aveva cercato ospitalità con suo figlio, la Bergen Heights Water Cure, e dove poté conoscere una giovane degente, la Mary Bogue, appunto. È arrestato e processato. L'Achilli si difende dicendo che la Bogue è ormai di fatto sua moglie e che ella ha mantenuto il suo cognome d'origine solo perché la cosa non si risapesse. L'Achilli è poi messo in libertà pagando una cauzione. Il quotidiano rileva come la questione sia finita in tribunale su denuncia del direttore della casa di cura, dopo che Achilli per diversi mesi non aveva pagato la retta.
Nel 1860 scompare dalla circolazione, lasciando un figlio suo e della Bogue, di otto anni, alle cure della madre, con un biglietto indicante la sua intenzione di suicidarsi. Da allora non si saprà più nulla di lui.

## Opere
- (tesi di laurea) Sub Tutela et Auspiciis | Eminentissimi ac Reverendissimi Principis | Antonii Gabrielis | S. R. E. Card. Severoli | Archiepiscopi Episcopi | Viterbiensis et Tuscanensis | Has De Philosophia Universa | Propositiones | in solemnibus Rom. Prov. Ord. Praedicatorum comitiis | publico certamine vindicandas | exponit | Fr. Joannes Hyacinthus Achilli Viterbiensis | ejusdem Ordinis | in coenobio S. M. ad Gradus | Philosophicae Facultatis | auditor | facta cuilibet a tertio contradicendi potestate | Viterbii MDCCCXXI. | Typis Accademiae Ardentium | Praesidum Facultate.
- Dealings With the Inquisition, or Papal Rome, Her Priests and Her Jesuits, With Important Disclosures and it was written by Giacinto Achilli. New York: Harper, 1851. Ripubblicato da Kessinger Pub Co, Rare reprints. Montana, USA, 2007.
- Giovanni Giacinto Achilli, Who,-and what, is Dr. Achilli? A brief review of his origin, character, theological views, Christian experience: his imprisonment and deliverance: also, his speech at Exeter Hall.. March 7, 1850.